# Благой Попов (математик)
Благой С. Попов (на македонска литературна норма: Благој С. Попов) е математик от Република Македония, академик.

## Биография
Роден е на 17 януари 1923 година в град Кочани, тогава в Кралството на сърби, хървати и словенци. Основно училище завършва в родния си град, а гимназия – в Щип. В 1940 година започва да учи в Елетромашинния отдел на Техническия факултет на Белградския университет. През следващата 1941 година, след разгрома на Кралство Югославия и освобождението на Вардарска Македония, се прехвърля да учи математика във Физикоматематическия факултет на Софийския университет. В 1944 година се включва в така наречената Народноосвободителна войска на Македония. През ноември 1945 година продължава образованието си и през юни 1946 година завършва група Математика на Философския факултет на Белградския университет.
От януари 1948 година започва работа като асистент в новосформирания Философски факултет на Скопския университет. В 1952 година защитава докторат на тема „Формиране на критерии за интегрируемост на линейните диференциални уравнения, чиито коефициенти имат предварително зададени стойности“ и става първият доктор на Университета. В 1950 година оглавява Катедрата по математика и Математическия институт и ги ръководи до 1973 година. В 1956 година е пръв декан на Природо-математическия факултет на Университета, като е преизбран в 1963 година, в 1976 – 1977 година оглавява самостоятелния Математически факултет, а от 1985 до 1987 година е декан на възстановения Природо-математически факултет. В периода 1967 – 1969 година е ректор на Скопския университет.
В 1967 година Попов е сред първите 14 членове на новосформираната Македонска академия на науките. От 1976 до 1979 година неин секретар, от 1980 до 1983 година – подпредседател, а от 1985 до 1991 година – секретар на отделението за природо-математически и технически науки.
Член е на Международната астрономическа академия в Париж и на Нюйоркската академия на науките. Носител е на републиканската награда „11 октомври“.
Попов се занимава с функции на комплексна променлива и алгебрично смятане, основно в областта на диференциалните уравнения и специалните функции, произхождащи от тях. Автор е на 80 научни труда и е сред водещите математици във Федерална Югославия.
Умира на 30 октомври 2014 година в Скопие.